# Leroy Burrell
Leroy Russel Burrell (Filadélfia, 21 de fevereiro de 1967) é um ex-velocista, ex-recordista mundial, campeão mundial e campeão olímpico norte-americano.
Burrell cresceu na cidade de Lansdowne, na Pensilvânia, e desde o curso secundário mostrou vocação esportiva acentuada para o atletismo, conquistando todo os títulos estaduais dos 100 m, 200m, salto em distância e salto triplo. Mesmo com problemas de grande miopia, acentuada por um problema de lesão nos olhos na infância, mostrava grande talento nas pistas de corrida e caixas de salto apesar do baixo desempenho em outros esportes. Cursando a Universidade de Houston, no primeiro ano quebrou o recorde de calouros para o salto em distância, que então pertencia a outro antigo ex-calouro, Carl Lewis, com uma marca de 8,15 m numa competição contra a UCLA, em 1986.
Burrell e Lewis se enfrentariam diversas outras vezes na carreira profissional, com muito mais vitórias de Lewis, mas o primeiro encontro dos dois nas pistas num grande evento internacional foi mais uma vitória de Burrell no Goodwill Games de 1990 em Seattle, onde venceu os 100 m rasos, deixando Lewis em segundo. No ano seguinte, foi a vez de Lewis devolver, conquistando o ouro no Campeonato Mundial de Atletismo de 1991, em Tóquio, deixando Burrell com a prata; os dois juntos ganharam o ouro no revezamento 4x100 m do mesmo campeonato.
Mesmo acossado por contusões por quase toda carreira especialmente na época dos grande eventos, Burrell foi campeão olímpico em Barcelona 1992, integrando o 4x100 m com Lewis, Dennis Mitchell e Michael Marsh. Nos 100 m, chegou apenas em quinto depois de dar uma falsa largada e perder a concentração e o impulso para a largada válida. Em 1993, no Mundial de Stuttgart, mais um ouro no 4x100 m com Jon Drummond, Dennis Mitchell e Andre Cason.
Estabeleceu o recorde mundial dos 100 m duas vezes, a primeira em 1991 – 9s90 – quebrado por Lewis naquele mesmo ano no Mundial de Tóquio – 9,86 – onde ele chegou em segundo também quebrando seu próprio recorde, com 9s88. A segunda vez em julho de 1994 – 9s85 – em Lausanne, Suiça, que perdurou até Atlanta 1996, onde foi batido pelo canadense Donovan Bailey por 1/100s, 9s84. Neste mesmo ano, com o time do Santa Monica Track Club, quebrou também o recorde mundial do revezamento 4x200 m, não-olímpico, 1:18.68. Classificado para Atlanta 1996, teve que desistir de disputar os Jogos Olímpicos em casa por problemas no tendão de Aquiles.
Retirou-se das pistas em 1998, tornando-se técnico de atletismo da Universidade de Houston, substituindo aquele que foi seu mentor quando atleta universitário, Tom Tellez. É casado com Michelle Finn, ex-velocista que correu nas eliminatórias o 4x100 m feminino americano também campeão olímpico em Barcelona. Foi introduzido no Philadelphia Sports Hall of Fame  em 2008. 